# Wahl zur London-Versammlung 2021

Zusammensetzung der London-Versammlung nach der Wahl:
Greens 3
Labour 11
Liberal Democrats 2
Conservatives 9

Die Wahlen zur Londoner Versammlung 2021 fanden am 6. Mai 2021 statt, um die Mitglieder der Londoner Versammlung zu wählen. Sie fand am selben Tag wie die Londoner Bürgermeisterwahl, die Parlamentswahl in Schottland und in Wales sowie die Kommunalwahlen im Vereinigten Königreich statt. Die Bürgermeisterwahl und die Wahl zur London-Versammlung sollten ursprünglich am 7. Mai 2020 stattfinden, aber am 13. März 2020 wurde angekündigt, die Wahlen aufgrund der COVID-19-Pandemie auf 2021 zu verschieben.

## Wahl
Die Wahl findet nach dem auch bei der Wahl zum deutschen Bundestag verwendeten personalisierten Verhältniswahlrecht statt, das in Großbritannien Additional Member System genannt wird. Es gibt 14 Wahlbezirke, die jeweils ein Mitglied wählen. Diese Sitze wurden in der Regel von einer der beiden großen Parteien (Labour oder Conservatives) gewonnen. Die restlichen 11 Sitze werden gemäß dem Ergebnis der Zweitstimmen nach einer modifizierten D'Hondt-Methode an Parteilisten vergeben. Hierbei gilt eine Sperrklausel von fünf Prozent. Überhangmandate sind nicht vorgesehen.

## Ergebnis
|        | Labour Party                           | 1.083.215 | 41,7 %  | ▼1,8 % | 9  | ▬   | 986.609   | 38,1 %  | ▼2,2 % | 2  | ▼1  | 11 | ▼1  | 44 %  |
|        | Conservative Party                     | 833.021   | 32,0 %  | ▲0,9 % | 5  | ▬   | 795.081   | 30,7 %  | ▲1,5 % | 4  | ▲1  | 9  | ▲1  | 36 %  |
|        | Green Party                            | 336.840   | 13,0 %  | ▲3,9 % | 0  | ▬   | 305.452   | 11,8 %  | ▲3,8 % | 3  | ▲1  | 3  | ▲1  | 12 %  |
|        | Liberal Democrats                      | 266.595   | 10,3 %  | ▲2,8 % | 0  | ▬   | 189.622   | 7,3 %   | ▲1,0 % | 2  | ▲1  | 2  | ▲1  | 8 %   |
|        | Women’s Equality Party                 | –         | –       | –      | –  | –   | 55.684    | 2,2 %   | ▼1,3 % | 0  | ▬   | 0  | ▬   | 0 %   |
|        | Rejoin EU                              | –         | –       | –      | –  | –   | 49.389    | 1,9 %   | Neu    | 0  | Neu | 0  | Neu | 0 %   |
|        | Animal Welfare Party                   | –         | –       | –      | –  | –   | 44.667    | 1,7 %   | ▲0,7 % | 0  | ▬   | 0  | ▬   | 0 %   |
|        | Christian Peoples Alliance             | –         | –       | –      | –  | –   | 28.878    | 1,1 %   | ▲0,1 % | 0  | ▬   | 0  | ▬   | 0 %   |
|        | UK Independence Party                  | –         | –       | ▼7,6 % | –  | –   | 27.114    | 1,0 %   | ▼5,5 % | 0  | ▼2  | 0  | ▼2  | 0 %   |
|        | Reform UK                              | 62.263    | 2,4 %   | Neu    | 0  | Neu | 25.009    | 1,0 %   | Neu    | 0  | Neu | 0  | Neu | 0 %   |
|        | London Real Party                      | –         | –       | –      | –  | –   | 18.395    | 0,7 %   | Neu    | 0  | Neu | 0  | Neu | 0 %   |
|        | Let London Live                        | 6.834     | 0,3 %   | Neu    | 0  | Neu | 15.755    | 0,6 %   | Neu    | 0  | Neu | 0  | Neu | 0 %   |
|        | Heritage Party                         | –         | –       | –      | –  | –   | 13.534    | 0,5 %   | Neu    | 0  | Neu | 0  | Neu | 0 %   |
|        | Trade Unionist and Socialist Coalition | 8.011     | 0,3 %   | Neu    | 0  | Neu | 9.004     | 0,3 %   | Neu    | 0  | Neu | 0  | Neu | 0 %   |
|        | Communist Party                        | –         | –       | –      | –  | –   | 8.787     | 0,3 %   | Neu    | 0  | Neu | 0  | Neu | 0 %   |
|        | Social Democratic Party                | –         | –       | –      | –  | –   | 7.782     | 0,3 %   | Neu    | 0  | Neu | 0  | Neu | 0 %   |
|        | Londependence                          | –         | –       | –      | –  | –   | 5.746     | 0,2 %   | Neu    | 0  | Neu | 0  | Neu | 0 %   |
|        | National Liberal Party                 | –         | –       | –      | –  | –   | 2,860     | 0,1 %   | Neu    | 0  | Neu | 0  | Neu | 0 %   |
|        | Unabhängige                            | 2.871     | 0,1 %   | ▲0,1 % | 0  | ▬   | –         | –       | –      | –  | –   | 0  | ▬   | 0 %   |
| Gesamt | Gesamt                                 | 2.599.650 | 100,0 % |        | 14 |     | 2.589.268 | 100,0 % |        | 11 |     | 25 |     | 100 % |

### Zusammenfassung des Wahlergebnisses
| Wahlkreis-Direktmandate | Wahlkreis-Direktmandate | Wahlkreis-Direktmandate | Wahlkreis-Direktmandate | Wahlkreis-Direktmandate |
| ----------------------- | ----------------------- | ----------------------- | ----------------------- | ----------------------- |
|                         |                         |                         |                         |                         |
| Labour                  | Labour                  |                         | 41,7 %                  | 41,7 %                  |
| Conservatives           | Conservatives           |                         | 32,0 %                  | 32,0 %                  |
| Greens                  | Greens                  |                         | 13,0 %                  | 13,0 %                  |
| Lib Dem                 | Lib Dem                 |                         | 10,3 %                  | 10,3 %                  |
| Reform UK               | Reform UK               |                         | 2,4 %                   | 2,4 %                   |
| Sonst.                  | Sonst.                  |                         | 0,6 %                   | 0,6 %                   |
|                         |                         |                         |                         |                         |

| Region (Listenmandate) | Region (Listenmandate) | Region (Listenmandate) | Region (Listenmandate) | Region (Listenmandate) |
| ---------------------- | ---------------------- | ---------------------- | ---------------------- | ---------------------- |
|                        |                        |                        |                        |                        |
| Labour                 | Labour                 |                        | 38,1 %                 | 38,1 %                 |
| Conservatives          | Conservatives          |                        | 30,7 %                 | 30,7 %                 |
| Greens                 | Greens                 |                        | 11,8 %                 | 11,8 %                 |
| Lib Dem                | Lib Dem                |                        | 7,3 %                  | 7,3 %                  |
| Sonst.                 | Sonst.                 |                        | 12,1 %                 | 12,1 %                 |
|                        |                        |                        |                        |                        |

| Parlamentssitze | Parlamentssitze | Parlamentssitze | Parlamentssitze | Parlamentssitze |
| --------------- | --------------- | --------------- | --------------- | --------------- |
|                 |                 |                 |                 |                 |
| Labour          | Labour          |                 | 44 %            | 44 %            |
| Conservatives   | Conservatives   |                 | 36 %            | 36 %            |
| Greens          | Greens          |                 | 12 %            | 12 %            |
| Lib Dem         | Lib Dem         |                 | 8 %             | 8 %             |
|                 |                 |                 |                 |                 |